# إليجاه هال
إليجاه هال (بالإنجليزية: Elijah Hall-Thompson)‏ هو منافس ألعاب قوى أمريكي، ولد في 22 أغسطس 1994 في كاتي في الولايات المتحدة.

## وصلات خارجية
- إليجاه هال على موقع الاتحاد الدولي لألعاب القوى (الإنجليزية)
- إليجاه هال على موقع الاتحاد الأمريكي لسباقات المضمار والميدان (الإنجليزية)
- إليجاه هال على موقع الدوري الماسي (الإنجليزية)
- إليجاه هال على موقع TFRRS.org (الإنجليزية)